# The Lorax (película)
The Lorax, también conocido como Dr. Seuss' The Lorax (El Lórax: En busca de la trúfula perdida en Hispanoamérica y Lorax: En busca de la trúfula perdida en España), es un filme de animación por computadora en 3D basado en el libro infantil homónimo del Dr. Seuss. Fue producida por Illumination, y distribuida por Universal Pictures, siendo también la primera película del estudio en mostrar el logotipo actual de la compañía por su 100.º aniversario. Es la cuarta cinta basada en los trabajos de Dr. Seuss (de las cuales tres fueron distribuidas y producidas por Universal Pictures), y la segunda animada totalmente por computadora después de Dr. Seuss' Horton Hears a Who!.
La película fue dirigida por Chris Renaud y codirigida por Kyle Balda. Ken Daurio y Paul Five escribieron el guion de la película después de que lo hicieran para Dr. Seuss' Horton Hears a Who! de Blue Sky Studios. Audrey Geisel, la esposa del Dr. Seuss, era productora ejecutiva junto a los guionistas, y Chris Meledandri, quien produjo Dr. Seuss' Horton Hears a Who! con Fox Animation, también fue el productor de la película junto a Janet Healy. También participa de esta saga de películas.

## Argumento
Ted Wiggins (Zac Efron) es un joven idealista de 12 años de edad que vive en Thneed-Ville, una ciudad amurallada que aparte de sus ciudadanos, es total y completamente artificial: todo está hecho de plástico, metal, o sintético. Ted está decidido a encontrar la única cosa que le hará ganar el afecto de Audrey (Taylor Swift), la chica de sus sueños, quien desea ver un árbol verdadero. La entusiasta abuela de Ted (Betty White) le sugiere que hable con "El-Una-Vez" (The-Once-Ler) (Ed Helms) sobre el asunto, y descubre que su ciudad se ha aislado del mundo exterior, el cual es todo yermo contaminado y vacío. El ermitaño anciano accede a contarle a Ted acerca de los árboles si él escucha su historia durante varias visitas y varios días. Ted está de acuerdo, aun cuando, Alusyous O'Hare (Rob Riggle), el codicioso propietario de una compañía de Oxígeno Embotellado, se enfrenta al niño y lo presiona para que permanezca en la ciudad.
Durante sus visitas, El-Una-Vez narra la historia de cómo conoció al Lorax (Danny DeVito), una criatura gruñona pero encantadora que es el guardián de los árboles. Llegó al bosque para decirle que se fuera por haber talado un árbol de Trufula, interrumpiendo activamente hasta que El-Una-Vez se compromete a desistir. Cuando el joven empresario presenta su invención revolucionaria de follaje del árbol de Trufula, el Thneed, finalmente se convierte en un gran éxito y la familia de El-Una-Vez es invitada a participar en el negocio. Manteniendo su promesa inicial, El-Una-Vez lleva la producción del Thneed cosechando los árboles de una manera sustentable. Desgraciadamente, sus parientes codiciosos y perezosos lo convencieron para talar los árboles como un método más eficiente de recolección, y la destrucción del bosque inició con una espiral de sobreproducción en masa hasta su completo agotamiento, a pesar de las protestas impotentes del Lorax. El-Una- Vez fue arruinado y abandonado por su familia y se convirtió en un recluso, mientras la ciudad de Ted experimentaba la creación y aislamiento que vino bajo el control de O'Hare. Finalmente, el Lorax envía la fauna lejos antes de partir él también, dejando una piedra con una frase escrita: "A menos que..."
Al final de la historia, El-Una-Vez se da cuenta del significado detrás del último mensaje del Lórax, y le obsequia a Ted con la última semilla de Trufula para plantar y revivir el bosque. Lo que inicia como el deseo de Ted para impresionar a Audrey se convierte en una misión personal para recordar a su pueblo de la importancia de la naturaleza. 
Por desgracia, O'Hare está decidido a no tener árboles que socaven su negocio y toma medidas extremas, como destruir las pinturas de naturaleza que Audrey pintó, sellando las puertas pasajes de la muralla que Ted utiliza para ver a Una-Vez y registrar el cuarto de Ted buscando quitarle la semilla. Ted alista a su familia y Audrey para ayudarle a plantar la semilla. O'Hare y sus empleados persiguen a los disidentes hasta que ellos logran eludirlo y llegar al centro de la ciudad. Lamentablemente, su intento de sembrar la semilla es interrumpido por O'Hare que convence a la población de detenerlos.
Para convencerlos de lo contrario, Ted toma una excavadora y embiste una sección de la muralla de la ciudad para revelar la destrucción del medio ambiente afuera. Horrorizados por la vista e inspirados por convicción de Ted, la multitud desafía a O'Hare y planta la semilla. En casa de El-Una-Vez, el bosque de Trufula está empezando a recuperarse con la ayuda de Ted. El Lorax vuelve, satisfecho de que su amigo esté deshaciendo el daño que causó. El-Una-Vez, viendo que su amigo ha vuelto, lo abraza y caminan juntos hacia su casa riendo contentos.
Al final se muestra el significado de la frase fragmento sacado del mismo Libro
"A menos que... si alguien se interesa de verdad nada va a mejorar jamás"
-Dr. Seuss

## Reparto
- Danny DeVito como El Lorax: Una pequeña criatura de color naranja, gruñón pero encantador, con cejas amarillas y un gran bigote. Es el espíritu que habla por los árboles del bosque.
- Ed Helms como El-Una-Vez: Un anciano que relata como su descubrimiento del bosque de Truffula cuando era joven llevó a su desaparición. En la película es retratado como un ser humano, mientras que el libro original y el especial de televisión dejan su especie ambigua, con su cara oculta.
- Zac Efron como Theodore "Ted" Wiggins: El protagonista principal, un idealista y entusiasta niño de 12 años. El personaje recibe su nombre de Theodor Seuss Geisel (Dr. Seuss).
- Taylor Swift como Audrey: Una joven que siente fascinación por la naturaleza y desea ver a los árboles y enamorada de Ted. Fue nombrada en honor a Audrey Geisel, la esposa de Dr. Seuss.
- Jenny Slate como Sra. Wiggins: Madre de Ted. Es una mujer conservadora y viuda, que no le importaba estar privada de la naturaleza, hasta que Ted hizo que se interesara en ella.
- Rob Riggle como Aloysius O'hare, Un empresario codicioso fundador de una empresa de oxígeno embotellado,brevemente aparece cuando era joven. Trata de evitar que Ted plante la semilla de la Truffula.
- Betty White como Abuela Norma: La abuela de Ted, quien ha visto árboles reales en su juventud y alienta a Ted a buscar al El-Una-Vez.
- Nasim Pedrad como la madre de El-Una-Vez.
- Stephen Tobolowsky como el tío de El-Una-Vez.
- Elmarie Wendel como Tía Grizelda: La malhumorada tía de El-Una-Vez.
- Danny Cooksey como Brett y Chet: Los hermanos gemelos de El-Una-Vez.

### Doblaje Hispanoamericano
- Danny DeVito: El Lorax
- Alfonso Herrera: Ted
- https://es.m.wikipedia.org/wiki/Sandra_Echeverr%C3%ADa: Audrey
- Arturo Mercado: El-Una-Vez (viejo)
- Arturo Mercado Jr: El-Una-Vez (joven)
- Axel Kuschevatzky: O'Hare
- María Santander: Norma de Grammy
- Laura Luz: Madre de Ted
- Patricia Palestino: Madre de El-Una-Vez
- Magda Giner: Tía Grizelda
- Pablo Sosa: Brett
- Ricardo Bautista: Chet
- Erick Salinas: Tío Ubb
- Luis Daniel Ramírez: Ideador de Arie O'Hare #1
- Moisés Iván Mora: Ideador de Arie O'Hare #2
- Adolfo Mijangos: Insertos

Voces Adicionales
| - Abraham Vega - Armando Coria - Berenice Vega - Catalina Múzquiz - Erica Edwards - Gabriela Garay - Gaby Cárdenas - Gerardo García - Hiromi Hayakawa † - Jessica Ángeles - Karla Falcón - José Luis Miranda | - José Luis Rivera - Juan Carlos Malanche - Leyla Rangel - Magdalena Tenorio - Marcel Carré - Marisol Romero - Nanny Questa - Nicolás Frías - Noé Velázquez - Raymundo Armijo - Sara Paula Gómez Árias - Susana Moreno - Eréndira Zumaya |

Coros y Solistas
| - Alma Delia Pérez - Ángel García - Arturo Mercado Jr. - Axel Kuschevatzky - Carlos Regalado - César Robles - Daniel Cervantes - Federico Di Lorenzo - Fela Domínguez - Gaby Cárdenas - Germán Lobos - Jessica Giesemann | - José Juan Ochoa - Karina Pastor - Laura Luz - María Santander - Martha Molinar - Mónica Meza - Polo Rojas - Ofelia Guzmán - Raúl Carballeda - Roberto Velázquez - Sandra Domínguez - Sara Margulis Noriega - Susana Moreno |

Créditos Técnicos
- Estudio de Doblaje: New Art Dub, México D.F.
- Director de Doblaje: Ricardo Tejedo
- Traductor: Juan Carlos Cortés
- Director Musical: Gaby Cárdenas
- Director de Coro: Juan Ignacio Corpus
- Productor de Doblaje: Magdalena Questa
- Gerente de Producción: Gabriela Garay
- Consultores Musicales Internacionales: Germaine Franco / Federico Ramos
- Grabación de Diálogos: Ismael Mondragón
- Edición de Diálogos: Ismael Mondragón
- Grabación de canciones: Iván Rodríguez
- Edición de canciones: Iván Rodríguez
- Estudio de Mezcla: Producciones Grande
- Mezcla: Manuel Rodríguez "Dino"
- Supervisor de Mezcla: Lorenzo Ortiz

### Doblaje de España
- Danny DeVito: El Lorax
- Carlos Larios: Ted
- Carmen López Pascual: Audrey
- David Robles: El-Una-Vez
- Salvador Aldeguer: O'Hare
- Pilar Gentil: Norma de Grammy
- Pepa Castro: Madre de Ted
- Raquel Cubillo: Madre de El-Una-Vez
- Isabel Donate: Tía Grizelda
- Adrián Viador: Brett
- Adolfo Moreno: Chet
- Juan Rueda: Tío Ubb
- Lucas Cisneros: Ideador de Aire O'Hare #1
- Fernando Cabrera: Ideador de Aire O'Hare #2

Canción Final
- "Cuidalo" Interpretada por: Angy Fernández

Créditos Técnicos
- Estudio de Doblaje: Tecnison, S.A., Madrid, España
- Director de Doblaje: José Luis Angulo
- Traductor: Kenneth Post
- Ajustador: José Luis Angulo
- Técnico de Sala: Carlos de Vicente
- Técnico de Mezclas: Jorge Lerner

## Recepción
La película recibió reseñas mixtas de parte de la crítica, así como de la audiencia. En el portal de internet Rotten Tomatoes, la película posee una aprobación de 53%, basada en 148 reseñas, con una calificación de 5,9/10, mientras que de parte de la audiencia ha recibido una aprobación de 63%, basada en 156 267 votos, con una calificación de 3,6/5.
La página Metacritic le ha dado a la película una puntuación de 46 de 100, basada en 30 reseñas, indicando "reseñas mixtas". Las audiencias de CinemaScore le han dado una "A" en una escala de A+ a F, mientras que en el sitio IMDb los usuarios le han dado una puntuación de 6.4/10, sobre la base de más de 132.000 votos.
Todd Jorgeson escribió una reseña positiva para el sitio Cinemalogue diciendo que el reparto de voces es sólido y que los directores de la película lograron captar el espíritu original del libro. Cathy Jakicic de Milwaukee journal sentinel escribió una reseña positiva de la película resaltando las voces de los protagonistas (Ed Helms y Danny DeVito). Mientras tanto Nick Schager de Slant Magazine le dio tres estrellas de cuatro la película pero saltando la animación de la película y diciendo: The Lorax es una joya modesta, que no mejora significativamente las ideas de su material original, pero aun así ofrece una versión alocada, desenfadada y con múltiples personajes del cuento de advertencia ambiental de Seuss.
No obstante no todas las críticas de la película fueron positivas. Peter Bradshaw del periódico inglés The Guardian le dio una estrella de 5 a la película, diciendo que la animación es nítida colorida y bastante detallada pero criticando duramente la trama, como cuando en una parte de su reseña dice: "Hay algo muerto en su interior. La subtrama romántica juvenil es superficial, y el mensaje básico contra la tala de árboles se las arregla para ser a la vez didáctico y piadoso, al mismo tiempo que resulta desconcertantemente impotente". The Evening Standard hizo una reseña negativa de la película dándole una de cinco estrellas diciendo: Es un asco. Al principio de mis notas, veo que escribí: “muy enfático, demasiado pretencioso”. Y después: “un concurso de fastidios”. Matt Fowler del portal de noticias de películas y videojuegos IGN le dio un 5 de 10 al filme diciendo que muy probablemente a los niños no les importaran los defectos que el largometraje tiene y diciendo: El Lorax no es una mala película. Está bien. Se sitúa claramente en medio de las películas para niños que son "simplemente aceptables". Ciertamente no es dolorosa de ver, pero tampoco es tan divertida.